# Fulleda
 Fulleda es una localidad y municipio español de la provincia de Lérida, en la comunidad autónoma de Cataluña. El término municipal, ubicado en la comarca de Las Garrigas, tiene una población de 91 habitantes (INE 2024).

## Geografía
El municipio está situado en la parte oriental de su comarca, en el límite con la provincia de Tarragona. 

## Historia
Hacia mediados del siglo XIX, el lugar tenía contabilizada una población de 209 habitantes. La localidad aparece descrita en el octavo volumen del Diccionario geográfico-estadístico-histórico de España y sus posesiones de Ultramar de Pascual Madoz de la siguiente manera:

FULLEDA: l. con ayunt. en la prov., part. jud. de Lérida (7 leg.), aud. terr. y c. g. de Cataluña (Barcelona 22), dióc. de Tarragona (9): sit. en una eminencia, combatido por los vientos de N. y S., y el clima, aunque saludable, es propenso á catarrales. Tiene 86 casas, y la del ayunt. algo deteriorada; levantándose en ia cima donde están sit., un cast. derruido, de cuyo centro se eleva un torreon cuadrado; la igl. parr. (la Asuncion de Ntra. Sra.), es curato de primer ascenso, y está servida por un cura párroco de provision ordinaria en concurso general; al E. del l. se halla el cementerio. Se estiende el térm. 2 y 1/2 leg. de N. á S., é igual dist. con corta diferencia de E. á O.; confinando N. con Espluga Calva; E. Omells; S. Bimbodi y Terrés, y O. Vinaixa con el mismo y se encuentran en él varias fuentes de bastante buena calidad. El terreno en general es montuoso y quebrado, hallándose algunos en los alrededores del l., poblados de pinos, robles, madroños y otros arbustos, y una buena parte de plantío de viñedo y olivares. Los caminos dirigen á Espluga Calva, Francoli, Bimbodi y Terres, en general en mal estado. La correspodencia se recibe de las Borjas Blancas todos los dias por un encargado que se manda. prod.: trigo, cebada, centeno, anís, vino y aceite; se cria ganado lanar, vacuno y cabrio, y caza abundante de perdices y conejos. pobl.: 35 vec., 209 alm. cap. imp.: 63,209 rs. contr.: el 14,28 por 100 de esta riqueza. presupuesto municipal: 1,600 rs., que se cubren por reparto vecinal, de cuya cantidad se paga 400 al secretario del ayunt.
(Madoz, 1847, p. 257)

## Geografía humana

### Demografía
Cuenta con una población de 91 habitantes (INE 2024).
| Gráfica de evolución demográfica de Fulleda entre 1842 y 2021                                                         |
| |
| Población de derecho según los censos de población del INE. Población de hecho según los censos de población del INE. |

| 1900 | 1930 | 1950 | 1970 | 1981 | 1986 |
| ---- | ---- | ---- | ---- | ---- | ---- |
| 423  | 336  | 243  | 131  | 121  | 122  |

## Personas notables
- Agustina Zaragoza Doménech, más conocida como Agustina de Aragón.